# Tyngdlyftning vid olympiska sommarspelen 1932
De olympiska tävlingarna i tyngdlyftning 1932 avgjordes på kvällen den 30 juli och den 31 juli i Grand Olympic Auditorium i Los Angeles. På grund av den pågående depressionen och svårigheterna att ta sig till Los Angeles deltog enbart 29 deltagare från åtta länder i tävlingarna.

## Medaljörer
| Gren                 | Guld                            | Silver                          | Brons                      |
| 60 kg Detaljer...    | Raymond Suvigny Frankrike       | Hans Wölpert Tyskland           | Anthony Terlazzo USA       |
| 67,5 kg Detaljer...  | René Duverger Frankrike         | Hans Haas Österrike             | Gastone Pierini Italien    |
| 75 kg Detaljer...    | Rudolf Ismayr Tyskland          | Carlo Galimberti Italien        | Karl Hipfinger Österrike   |
| 82,5 kg Detaljer...  | Louis Hostin Frankrike          | Svend Olsen Danmark             | Henry Duey USA             |
| +82,5 kg Detaljer... | Jaroslav Skobla Tjeckoslovakien | Václav Pšenička Tjeckoslovakien | Josef Straßberger Tyskland |

## Medaljtabell
| Pl.    | Nation          | Guld | Silver | Brons | Totalt |
| ------ | --------------- | ---- | ------ | ----- | ------ |
| 1      | Frankrike       | 3    | 0      | 0     | 3      |
| 2      | Tyskland        | 1    | 1      | 1     | 3      |
| 3      | Tjeckoslovakien | 1    | 1      | 0     | 2      |
| 4      | Italien         | 0    | 1      | 1     | 2      |
| 4      | Österrike       | 0    | 1      | 1     | 2      |
| 6      | Danmark         | 0    | 1      | 0     | 1      |
| 7      | USA             | 0    | 0      | 2     | 2      |
| Totalt | Totalt          | 5    | 5      | 5     | 15     |